# Coryogalops william
Coryogalops william är en fiskart som först beskrevs av Smith, 1948.  Coryogalops william ingår i släktet Coryogalops och familjen smörbultsfiskar. Inga underarter finns listade i Catalogue of Life.